# Шансон
Шансо́н (фр. Chanson) — назва жанру музики, що складається з пісень, котрі виконуються французькою мовою та в основному публікуються у франкомовній частині світу. Це пісня з французькими словами, назва найпопулярнішого, найвиразнішого стилю французького співу, різновид французької співаної поезії та авторської пісні, для якого характерні: літературний, поетичний текст, мелодійний музичний пласт із досить скромною інструментацією, музичний пласт і тематика пісень, що звертаються до сучасної (виконавської) дійсності, до проблем повсякденного життя та вираження емоцій та ставлення співака до розглянутих тем. Термін шансон в перекладі з французької означає «Пісня з життя». Цей стиль можна охарактеризувати як музику кабаре і кафе-шантанів. Часто має віршовано-розповідну форму. Для кожної пісні характерним є сюжет з ліричною, драматичною або комічною фабулою. Людина, яка практикує шансон, тобто виконавців шансону, які нерідко є і авторами текстів і музики, називають шансоньє́. Одним із акомпануючих інструментів традиційного французького шансону є акордеон. Пісні-розповіді іншими мовами також часто називають «шансоном». Класичний шансон в основному супроводжується акордеоном, скрипкою або фортепіано. Однак музика відіграє другорядну роль, і натомість увага зосереджена на самих текстах, які традиційно характеризуються складними каламбурами та поетичними спалахами, зазвичай про кохання або з більш бурлескними темами в центрі. Цей тип шансону відомий як «Chanson réaliste» і виник у 1880-х роках. Застільні пісні в жанрі називаються «chanson à boire». Жанр черпав натхнення з багатьох областей, опери, вар'єте, мадригалу, традиційних труверних пісень і останнім часом з джазу. У свою чергу, це надихнуло бразильську музику.

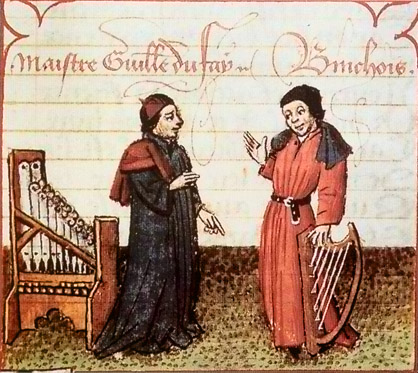
Гійом Дюфе і Жиль Біншуа.

## Термін
Французьке слово Chanson походить від лат. cantio через провансальське canso та італ. canzon «пісня». Шансон — це просто французьке слово, що означає «вірш, пісня», і тому це назва найпопулярнішого, найвиразнішого стилю французького співу. Це пісня з французькими словами.
Шансон — це дуже давнє поняття: у середні віки воно використовувалося для позначення пісень, які співали трубадури, часто як вираження куртуазної любові. В епоху Відродження жанр ще існував і являв собою багатоголосну пісню з мелодійним текстом і багатьма звуконаслідуваннями.
Словом «шансон» називали пісні у Франції вже в XIV столітті, позначаючи, природно, зовсім інший жанр — світські пісні, які виконувалися сольно або хором.
З XIX століття у Франції це слово означає як народні пісні, так і пісні вар'єте та пісні кабаре, а також більш серйозні вірші, покладені на музику. У минулому назва шансонет також з'являлася в дещо більш легковажному вигляді. Він з'явився в кабаре, спочатку виконувався у супроводі фортепіано, характеризувався прагненням до легкої розваги з емоційними, витонченими чи гумористичними текстами з поетичними претензіями.
В часи кінця Другої світової війни, термін заново «виник» як реакція на домінуючий англо-американський вплив на музичну індустрію, коли американський вплив і мислення проникли в Європу в XX столітті через голлівудські кінотеатри, через радіо та індустрію звукозапису з такими співаками як Елвіс Преслі та Білл Гейлі, а також через журнали. Тоді для шансону став характерним серйозний зміст і витончена поетичність фразування, класичний шансон в основному супроводжується акордеоном або фортепіано. До цього, світ розваг мав давні традиції в ревю — розважальний театр, заснований на пісні, танці, вар'єте та легковажних скетчах — був поширених у Франції вже в 1930-х роках.
Шансон, який спочатку відносився до жанру пустотливого Орфея, зберігся з Середньовіччя та Відродження, потім продовжився розрідженням жанру сентиментальними піснями та дитячими піснями у 1950-х роках, і він також є найбільшою музичною традицією Франції. Він досяг великого прогресу з такими музикантами як Лео Ферре, Едіт Піаф, Жак Брель, Шарль Азнавур, Енріко Масіас, Аманда Лір, Патрісія Каас, Заз та інші.
«Шансон» у широкому смислі — назва французької пісні в усіх її різновидах, від найдавніших часів до сучасності. Цей термін переважно використовується для французьких поліфонічних пісень Середньовіччя та Відродження, і в пізніші часи здебільшого обмежується цим застосуванням. Це французька багатоголосна пісня XV–XVI ст. Вона представлена у творчості Ж. Депре, Г. Дюфаї, К. Жанекена та ін. В розвитку цього жанру відіграли роль національні пісенні традиції (народні пісні з французькими словами, мистецтво труверів) і вплив нідерландської поліфонічної школи. У XVI ст. шансон стає одним із визначних жанрів Європейської музики. 
«Російський шансон» не є російським еквівалентом французького шансону, не є представленням французького терміну іншою мовою, а є перенесенням і новим уявленням та обробленням на власний лад у відповідності до стандартів і специфіки російського соціуму.

## Історія

### У період XV–XVI століть
У вузькому сенсі, шансоном називається поліфонічна французька пісня XIV–XVI століть. Шансон був розвинутий з одноголосих світських пісень труверів. До перших творів відносять: «Cheulz qui voelent», «Hé hula hu», «'a pas long temps». Хоча переважно автори ранніх творів невідомі, але збереглися й авторські, наприклад «Andray soulet» Маттео Перуджийського. Ранні шансони розвинулися з таких жанрів народної музики, як балад, віреле, рондо та мистецтва трубадурів. Першим значним композитором  був Гійом де Машо (XIV століття).
У XV–XVI століттях шансон зазнав впливу нідерландської поліфонічної школи. Серед найвидніших авторів шансону — Гійом Дюфаї, Жиль Беншуа, Йоганнес Окегем (середина XV століття), Жоскен Депре, Клеман Жаннекен (початок XVI століття), Орландо ді Лассо (кінець XVI століття).
У цей період шансон стає одним з найзначніших жанрів Відродження. Поліфонічні шансони багатоманітні за тематикою, їх музиці властиве використання популярних народних або професійних мелодій. Іноді ці мелодії могли звучати одночасно в поліфонічному з'єднанні. Нерідко застосовувався техніка канонів, в тому числі подвійних («Basiez Moy» Жоскена Депре) та нескінченних («Celebrons» Лассо). Жанекен створив програмні шансони з звуконаслідувальними прийомами.

### У період XVII–XX століть
В кінці XVI століття стали з'являтися шансони акордово-гармонічного складу, мелодичним голосом стає сопрано. З XVII століття в рамках «паризької школи» стали розвиватися шансони, написані для одного голосу. Стають популярними такі жанри вокальної музики як air de cour, chanson pour boire, які виконувалися під акомпанемент лютні або клавіру.
Впродовж XVIII століття домінуючим вокальним жанром у Франції була опера, відродження сольної пісні припадає на XIX століття, спочатку із салонними мелодіями, а з середини століття завдяки впливу німецької Lieder. Відомою фігурою в цей час стає Луї Нідермеєр.
В кінці XIX століття з'являється новий різновид французької пісні що називався chanson réaliste («реалістична пісня»). Народжений у кафе-концертах і кабаре Парижу, і увібравши риси літературного реалізму і натуралізму, chanson réaliste зберігав популярність до кінця Другої світової війни. Шансон réaliste в основному виконували жінки, тематика цих пісень стосувалася життя бідних і робітничого класу Парижа. Серед авторів шансонів були і такі відомі композитори як Ернст Шоссон, Габріель Форе, Клод Дебюссі.
В сучасній Франції шансоном називають популярну французьку музику, яка зберігає специфічну ритміку французької мови, відрізняючись від пісень, написаних під впливом англомовної музики. Серед виконавців шансону — Едіт Піаф, Джо Дассен, Жак Брель, Шарль Азнавур, Енріко Масіас, Лео Ферре, та інші.